# Bernhard von Haller
Bernhard von Haller (ur. 15 lutego 1898 w Łodzi, zm. 28 października 1938) – dziennikarz, redaktor naczelny „Neue Lodzer Zeitung” (1924–1938).

## Życiorys
Ukończył Szkołę Handlową Zgromadzenia Kupców w Łodzi. Studiował w Berlinie w wyższej szkole dziennikarskiej podjął studia z agronomii i ekonomii, będąc jednocześnie korespondentem berlińskich pism w Warszawie. Po powrocie do Łodzi w roku 1924 został do redaktorem „Neue Lodzer Zeitung”, gdzie, po śmierci założyciela pisma – Aleksandra Milkera, w pełnił funkcję redaktora naczelnego (1924–1938).

### Życie prywatne
Był synem łódzkiego nauczyciela języka niemieckiego i dziennikarza Hermana von Hallera i Eugenii z domu Ryszak.
Zmarł z powodu problemów zdrowotnych związanych z sercem. Został pochowany w części ewangelicko-augsburskiej Starego Cmentarza w Łodzi.